# ديمتري ليونيداس
ديمتري ليونيداس (باليونانية: Δημήτρης Λεωνίδας)‏ هو ممثل بريطاني، ولد في 14 نوفمبر 1987 في المملكة المتحدة. بدأ مشواره المهني سنة 2001.

## أعمال

### أفلام
- (2014) رجال الآثار[2][3]

## وصلات خارجية
- ديمتري ليونيداس على موقع IMDb (الإنجليزية)
- ديمتري ليونيداس على موقع ألو سيني (الفرنسية)
- ديمتري ليونيداس على موقع أول موفي (الإنجليزية)
- ديمتري ليونيداس على موقع قاعدة بيانات الأفلام السويدية (السويدية)
- ديمتري ليونيداس على موقع قاعدة بيانات الفيلم (الإنجليزية)
- ديمتري ليونيداس على موقع كينوبويسك (الروسية)